# Centro Penitenciario de Gerona
El Centro Penitenciario de Girona es una prisión de la Generalidad de Cataluña situada en el municipio de Gerona, España.